# آندروواکلی
آندروواکلی (به لاتین: Androvakely) یک منطقهٔ مسکونی در ماداگاسکار است که در آنالامانگا واقع شده‌است. آندروواکلی ۱۱٬۴۸۹ نفر جمعیت دارد و ۱٬۴۷۹ متر بالاتر از سطح دریا واقع شده‌است.